# Bełk (Silésie)
Pour les articles homonymes, voir Belk.
Bełk (prononciation : [bɛu̯k]) est une localité polonaise de la gmina de Czerwionka-Leszczyny, située dans le powiat de Rybnik en voïvodie de Silésie.